# Fagasā
Fagasā är en vik i Amerikanska Samoa (USA).   Den ligger i distriktet Östra distriktet, i den västra delen av landet, 3 km väster om huvudstaden Pago Pago. Fagasā ligger på ön Tutuila Island.